# Qualificazioni alla Coppa dei Caraibi 1989
Sono elencate di seguito le date e i risultati per le qualificazioni alla Coppa dei Caraibi 1989.

## Formula
17 membri CFU: 6 posti disponibili per la fase finale. Barbados (come paese ospitante) è qualificata direttamente alla fase finale e la Guyana è squalificata a causa di mancati pagamenti alla FIFA. Rimangono 15 squadre per 5 posti disponibili per la fase finale: si suddividono in tre gruppi di qualificazione da cinque squadre. Ogni squadra gioca partite di sola andata: la prima classificata e le due migliori seconde si qualificano alla fase finale.

## Gruppo 1
| Arima 23 aprile 1989 | Trinidad e Tobago | 11 – 0 | Aruba | Arima Stadium |

| Basseterre 23 aprile 1989 | Saint Kitts e Nevis | 1 – 0 | Guyana francese |  |

| Saint George's 7 maggio 1989 | Grenada | 2 – 1 | Saint Kitts e Nevis | Grenada National Stadium |

| Caienna 10 maggio 1989 | Guyana francese | 1 – 3 | Trinidad e Tobago | Stade de Baduel |

| Oranjestad 21 maggio 1989 | Aruba | 0 – 0 | Grenada | Trinidad Stadium |

| Basseterre 21 maggio 1989 | Saint Kitts e Nevis | 0 – 2 | Trinidad e Tobago |  |

| Saint George's 6 giugno 1989 | Grenada | 1 – 0 | Trinidad e Tobago | Grenada National Stadium |

| Caienna 8 giugno 1989 | Guyana francese | 4 – 0 | Aruba | Stade de Baduel |

| Oranjestad 18 giugno 1989 | Aruba | 0 – 4 | Saint Kitts e Nevis | Trinidad Stadium |

| Saint George's 30 giugno 1989 | Grenada | 2 – 0 | Guyana francese | Grenada National Stadium |

| Pos | Squadra             | P.ti | G | V | N | P | GF | GS | DR  |
| --- | ------------------- | ---- | - | - | - | - | -- | -- | --- |
| 1   | Grenada             | 7    | 4 | 3 | 1 | 0 | 5  | 1  | +4  |
| 2   | Trinidad e Tobago   | 6    | 4 | 3 | 0 | 1 | 16 | 2  | +14 |
| 3   | Saint Kitts e Nevis | 4    | 4 | 2 | 0 | 2 | 6  | 5  | +1  |
| 4   | Guyana francese     | 2    | 4 | 1 | 0 | 3 | 5  | 6  | -1  |
| 5   | Aruba               | 1    | 4 | 0 | 1 | 3 | 1  | 19 | -18 |

Grenada e Trinidad e Tobago qualificati alla fase finale.

## Gruppo 2
| Arnos Vale 23 aprile 1989 | Saint Vincent e Grenadine | 6 – 1 | Sint Maarten | Arnos Vale Ground |

| Willemstad 26 aprile 1989 | Antille Olandesi | 3 – 1 | Martinica | Ergilio Hato Stadium |

| Philipsburg 7 maggio 1989 | Sint Maarten | 1 – 2 | Isole Vergini Britanniche | Raoul Yllidge Sports Complex |

| Fort-de-France 10 maggio 1989 | Martinica | 0 – 0 | Saint Vincent e Grenadine | Stade d'Honneur de Dillon |

| Arnos Vale 21 maggio 1989 | Saint Vincent e Grenadine | 3 – 2 | Antille Olandesi | Arnos Vale Ground |

| Fort-de-France 21 maggio 1989 | Martinica | 2 – 0 | Isole Vergini Britanniche | Stade d'Honneur de Dillon |

| Willemstad 7 giugno 1989 | Antille Olandesi | 4 – 0 | Isole Vergini Britanniche | Ergilio Hato Stadium |

| Fort-de-France 7 giugno 1989 | Martinica | 10 – 0 | Sint Maarten | Stade d'Honneur de Dillon |

| Philipsburg 18 giugno 1989 | Sint Maarten | 1 – 2 | Antille Olandesi | Raoul Yllidge Sports Complex |

| Arnos Vale 19 giugno 1989 | Saint Vincent e Grenadine | 2 – 0 | Isole Vergini Britanniche | Arnos Vale Ground |

| Pos | Squadra                   | P.ti | G | V | N | P | GF | GS | DR  |
| --- | ------------------------- | ---- | - | - | - | - | -- | -- | --- |
| 1   | Saint Vincent e Grenadine | 7    | 4 | 3 | 1 | 0 | 11 | 3  | +8  |
| 2   | Antille Olandesi          | 6    | 4 | 3 | 0 | 1 | 11 | 5  | +6  |
| 3   | Martinica                 | 5    | 4 | 2 | 1 | 1 | 11 | 3  | +8  |
| 4   | Isole Vergini Britanniche | 2    | 4 | 1 | 0 | 3 | 2  | 7  | -5  |
| 5   | Sint Maarten              | 0    | 4 | 0 | 0 | 4 | 3  | 20 | -17 |

Saint Vincent e Grenadine e Antille Olandesi qualificati alla fase finale.

## Gruppo 3
| 23 aprile 1989 | Antigua e Barbuda | 1 – 0 | Giamaica |  |

| 23 aprile 1989 | Saint Lucia | 2 – 0 | Dominica |  |

| 7 maggio 1989 | Giamaica | 1 – 3 | Guadalupa |  |

| 13 maggio 1989 | Dominica | 0 – 1 | Antigua e Barbuda |  |

| 21 maggio 1989 | Antigua e Barbuda | 0 – 2 | Saint Lucia |  |

| 21 maggio 1989 | Guadalupa | 2 – 0 | Dominica |  |

| giugno 1989 | Saint Lucia | 0 – 2 | Guadalupa |  |

| 4 giugno 1989 | Dominica | 0 – 0 | Giamaica |  |

| giugno 1989 | Guadalupa | 0 – 2 | Antigua e Barbuda |  |

| 18 giugno 1989 | Giamaica | 1 – 1 | Saint Lucia |  |

| Pos | Squadra           | P.ti | G | V | N | P | GF | GS | DR |
| --- | ----------------- | ---- | - | - | - | - | -- | -- | -- |
| 1   | Guadalupa         | 6    | 4 | 3 | 0 | 1 | 7  | 3  | +4 |
| 2   | Antigua e Barbuda | 6    | 4 | 3 | 0 | 1 | 4  | 2  | +2 |
| 3   | Saint Lucia       | 5    | 4 | 2 | 1 | 1 | 5  | 3  | +2 |
| 4   | Giamaica          | 2    | 4 | 0 | 2 | 2 | 2  | 5  | -3 |
| 5   | Dominica          | 1    | 4 | 0 | 1 | 3 | 0  | 5  | -5 |

Guadalupa qualificata alla fase finale.